# RSTS/E
RSTS/E (англ. Resource Sharing Time Sharing Extended) — многопользовательская операционная система с разделением времени. Была разработана фирмой DEC и использовалась, в основном, в 70-80-е годы на компьютерах серии PDP-11. В составе ОС были реализованы подсистемы Basic, RT-11, RSX-11. Поддерживался диалект Basic-Plus, матричные операции.
Система опередила своё время, но была задавлена более продвигавшейся RSX-11.
В СССР была клонирована и переименована в «ДОС КП» («Дисковая операционная система коллективного пользования»).